# Laura Kavanagh

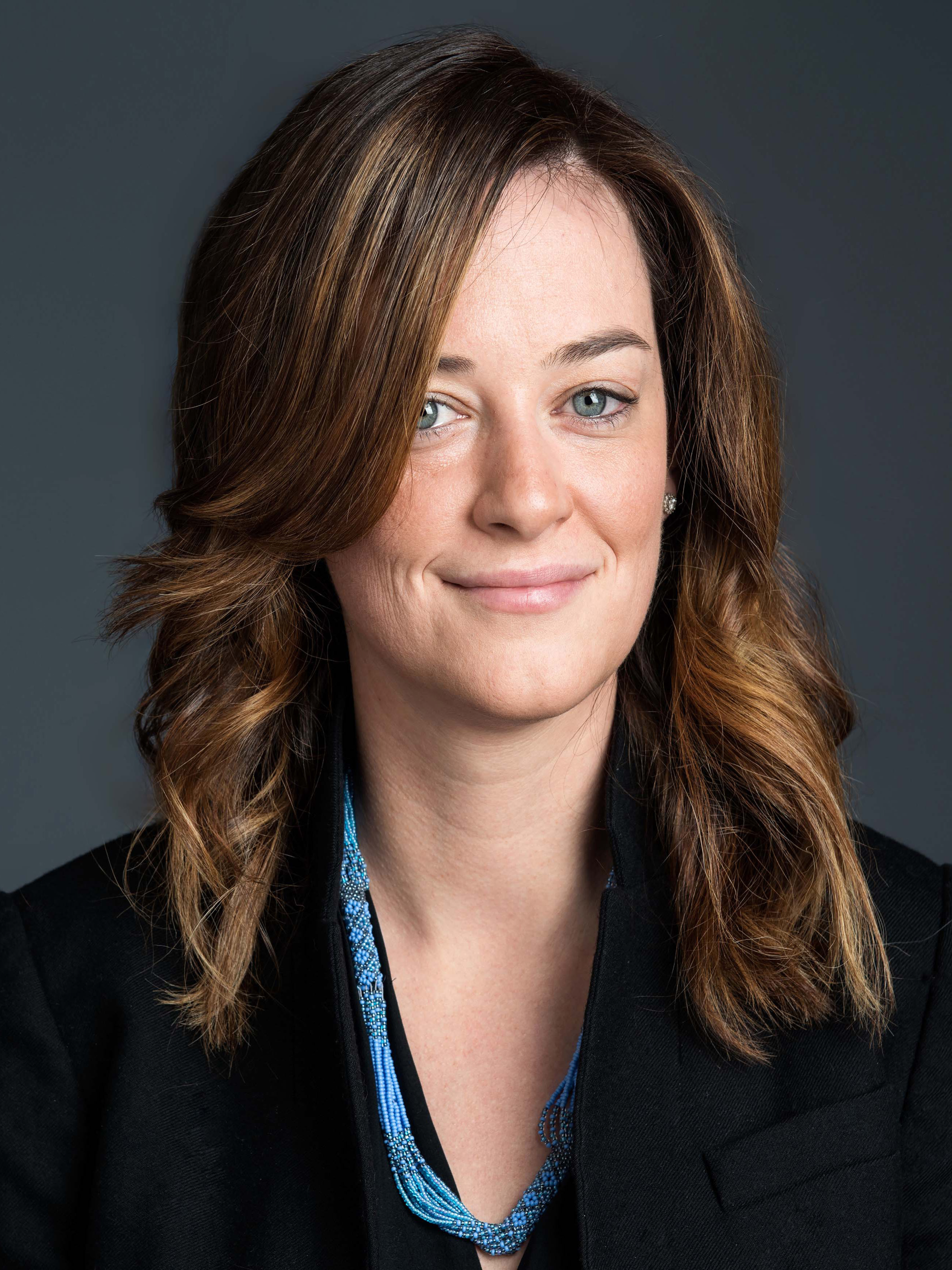
Laura Kavanagh, 34. Fire Commissioner des FDNY

Laura Kavanagh (* 1981 oder 1982) ist eine US-amerikanische ehemalige öffentliche Bedienstete. Sie stand von 2022 bis 2024 als 34. Fire Commissioner an der Spitze des New York City Fire Department, der Berufsfeuerwehr der Stadt New York City.
Die Politologin und Verwaltungswissenschaftlerin übte das Leitungsamt in der Stadtverwaltung von New Yorks Mayor Eric Adams vom 16. Februar 2022 bis zum 7. August 2024 aus, dabei bis 27. Oktober 2022 zunächst kommissarisch. Sie war Vorgesetzte von 17.370 Mitarbeiterinnen und Mitarbeitern und verantwortete ein Budget von rund zwei Milliarden US-Dollar.

## Leben

### Herkunft
Kavanaghs Mutter war Lehrerin an einer öffentlichen Schule, der Vater Angestellter einer Telefongesellschaft. Sie wuchs ohne Geschwister in der Nähe von San Francisco auf.

### Ausbildung
Am Whittier College in Whittier erwarb sie einen Bachelor in Politikwissenschaften und Internationalen Beziehungen. An der School of International and Public Affairs der Columbia University in New York erwarb sie den Master of Public Administration. Ferner besuchte sie das Center for Homeland Defense and Security der Naval Postgraduate School und ein Summer Institute der Stanford Graduate School of Business.

### Beruflicher Werdegang vor der Zeit beim FDNY
Vor ihrer Karriere beim New York City Fire Department (FDNY) arbeitete Kavanagh als Beraterin für unterschiedliche gemeinnützige Organisationen und Gewerkschaften. Während des Wahlkampfes zur Präsidentschaftswahl in den Vereinigten Staaten 2012 fungierte sie in der Kampagne des Amtsinhabers Barack Obama als für Pennsylvania zuständige Wahlkampfdirektorin. Später unterstützte sie Bill de Blasio als Beraterin (Senior Advisor) bei seinem Bürgermeister-Wahlkampf. Nach seiner 2013 erfolgten Wahl zum 109. Bürgermeister New Yorks beschäftigte de Blasio sie als Sonderassistentin (Special Assistant).

### Karriere beim FDNY

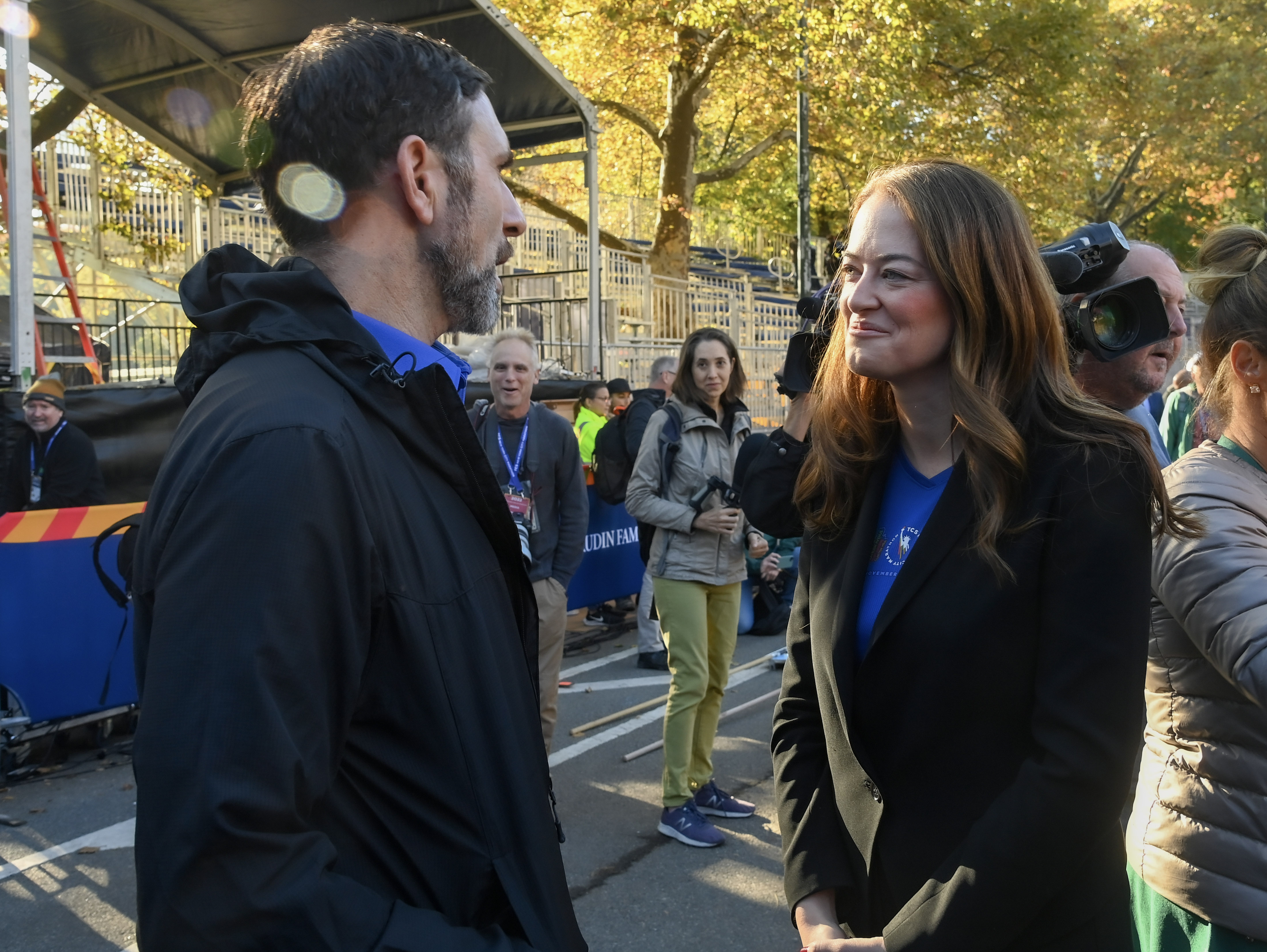
Commissioner Kavanagh bei einem öffentlichen Auftritt anlässlich des New-York-City-Marathon 2022

Das zivile Leitungsamt des Fire Commissioner unterscheidet sich von dem höchsten uniformierten Leitungsamt, dem des Chief of Department. 2014 trat Kavanagh als Assistentin des zivilen Leiters des FDNY für externe Angelegenheiten (Assistant Commissioner of External Affairs) in das FDNY ein. In dieser Zeit unterstützte sie unter anderem die Vorbereitungen des FDNY anlässlich der Auswirkungen der Ebolafieber-Epidemie in New York. 2016 wurde sie zur stellvertretenden Leiterin des FDNY für Verwaltungsangelegenheiten und Sonderprojekte (Deputy Commissioner for Government Affairs and Special Projects) befördert. Im Januar 2018 wurde sie zur ersten stellvertretenden Leiterin (First Deputy Commissioner) des FDNY ernannt. Hier oblag ihr auch die Zuständigkeit für die Bewältigung der COVID-19-Pandemie durch das FDNY. Auch verantwortete Kavanagh ein Nachwuchsprogramm, mit welchem es gelang, die Diversität der Belegschaft des FDNY auf einen historischen Höchststand zu steigern. Nach dem Rücktritt von Daniel A. Nigro als Fire Commissioner übernahm sie dessen Amt kommissarisch ab dem 16. Februar 2022. 
Am 27. Oktober 2022 wurde Kavanagh vom New Yorker Bürgermeister Eric Adams zum 34. Fire Commissioner in der 157-jährigen Geschichte des FDNY ernannt. Sie war die erste Frau in diesem Amt und bei Ernennung mit einem Alter von 40 Jahren zudem der jüngste Fire Commissioner des FDNY seit über 100 Jahren. Commissioner Kavanagh berief im Februar 2023 Joseph W. Pfeifer zu ihrem Stellvertreter, dem First Deputy Commissioner.
Im Juli 2024 kündigte Laura Kavanagh ihren Rückzug vom Amt der Fire Commissioner an, den sie am 7. August 2024 vollzog.

### Wirken
Im Juli 2023 sprach Kavanagh auf einer Konferenz der Consumer Product Safety Commission zum Thema Feuersicherheit bei Lithium-Akkumulatoren und im Umgang mit Elektromobilität.

## Rezeption
Bürgermeister Eric Adams bezeichnete ihre Ernennung als erste Frau im Amt des Fire-Commissioner als „historisch“, auch die Kongressabgeordneten Ritchie Torres und Yvette Clarke, Letitia James als Attorney General des Bundesstaates New York sowie mehrere Abgeordnete des Bundesstaates New York würdigten Kavanaghs Ernennung als historisches Ereignis.
Kavanaghs Ernennung in das höchste Leitungsamt, kommend aus der zivilen Verwaltung statt wie traditionell üblich aus der Riege der Stabsoffiziere im Einsatzdienst, führte zu juristisch geführten und teilweise öffentlich bekannt gewordenen dienstrechtlichen Auseinandersetzungen mit den Offizieren.

## Trivia
Mit Keechant Sewell als New York City Police Commissioner und Laura Kavanagh als Fire Commissioner standen ab 2022 erstmals in der über 150-jährigen Geschichte beider Institutionen Frauen an der Spitze von New Yorker Polizei und Feuerwehr. Zugleich war Jessica Tisch Commissioner des New York City Department of Sanitation.

### Podcasts
Laura Kavanagh wurde dreimal im Podcast FDNY Pro der gemeinnützigen FDNY Foundation interviewt:
- The COVID-19 Crisis and the Importance of Forward Planning with FDNY First Deputy Commissioner Laura Kavanagh. (Audio; 23:51 Minuten) In: FDNY Pro Podcast. 30. Oktober 2020 (amerikanisches Englisch).
- Leading New York’s Bravest with FDNY Fire Commissioner Laura Kavanagh. (Audio; 31:04 Minuten) In: FDNY Pro Podcast. 24. Januar 2023 (amerikanisches Englisch).
- In Studio with FDNY Commissioner Laura Kavanagh. (Audio; 29:04 Minuten) In: FDNY Pro Podcast. 31. Januar 2024 (amerikanisches Englisch).